# نهائي كأس فلسطين لأندية قطاع غزة 2018–19
نهائي كأس فلسطين لأندية قطاع غزة بين خدمات رفح واتحاد الشجاعية.

## مشوار الفريقان إلى النهائي[بحاجة لمصدر]
| خدمات رفح         | خدمات رفح       | خدمات رفح   | إتحاد الشجاعية   | إتحاد الشجاعية | إتحاد الشجاعية |
| النادي            | النتيجة         | الدور       | النادي           | النتيجة        | الدور          |
| ----------------- | --------------- | ----------- | ---------------- | -------------- | -------------- |
| بيت حانون الرياضي | 0–0 (6-5) (ض.ج) | 32          | خدمات دير البلح  | 3–2            | 32             |
| خدمات خانيونس     | 3–0             | 16          | القادسية         | 3–1            | 16             |
| شباب رفح          | 0–0 (5-4) (ض.ج) | 8           | الأهلي الفلسطيني | 2–0            | 8              |
| خدمات الشاطئ      | 0–0 (4-2) (ض.ج) | نصف النهائي | الصداقة          | 1–0            | نصف النهائي    |

## النهائي[1]
| خدمات رفح | إتحاد الشجاعية |

| خدمات رفح                                                         | 0 – 0 (ب.و.إ.) | إتحاد الشجاعية                                                   |
| ----------------------------------------------------------------- | -------------- | ---------------------------------------------------------------- |
|                                                                   |                |                                                                  |
| ركلات الترجيح                                                     |                |                                                                  |
| محمود النيرب · بدر موسى · معتز النحال · عمران أبوبلال · محمد حجاج | 4–3            | علاء عطية · خيري مهدي · خليل أبوجزر · إبراهيم النتيل · حسام وادي |